# Sankt-Peterburg Arena
Sankt-Peterburg Arena, poznat i kao Zenit Arena, nogometni je stadion u Sankt-Peterburgu, u Rusiji. Smješten je na zapadnom dijelu otoka Krestovskij po kojem je i dobio ime. Sagradio se za potrebe nogometnog kluba Zenit, a na njemu se odigralo sedam utakmica tijekom Svjetskog prvenstva u nogometu 2018. kojem je Rusija bila domaćin.

## Povijest
Na natječaju za arhitektonsko rješenje novog stadiona pobijedio je projekt japanskog arhitekta Kiša Kurokawe poznat kao „Svemirski brod”, izrađen po uzoru na projekt stadiona Toyota u japanskom gradu Toyoti kojeg je također projektirao Kurokawa. Za mjesto izgradnje odabran je otok Krestovskij gdje se prethodno nalazio stadion Kirov. Završetak izgradnje novog stadiona prvotno je bio planiran za prosinac 2008., no zbog mnogobrojnih poteškoća izgradnja se odužila do 2017. godine.
Dana 25. srpnja 2016. glavni izvođač radova, Inžtransstroj, izdao je priopćenje kojim objavljuje da prekida radove jer gradske vlasti nisu platile milijardu rubalja, kolika je bila vrijednost radova izvedenih do tada. Sljedećeg je dana ugovor raskinut. Dana 1. kolovoza iste godine objavljeno je da su vjetar i poplava oštetili metalne obloge. Izgradnju je krajem mjeseca nastavio novi glavni izvođač, Metrostroj. Dana 27. listopada odigrana je prva utakmica, i to prijateljska između radnika i Metrostroja. Radnici su pobijedili rezultatom 6:2. Početkom studenog FIFA-ina komisija u obilasku je stadiona utvrdila nestabilnost uvlačivog terena jer su razine vibracije sedam puta veće od prihvatljive granice. Zamjenik predsjednika ruske vlade, Vitalij Mutko, izrazio je uvjerenost u rješavanje problema.

## Vanjske poveznice
- Službene stranice  Arhivirana inačica izvorne stranice od 16. lipnja 2018. (Wayback Machine) (rus.) (engl.)